# باستيل زيتي

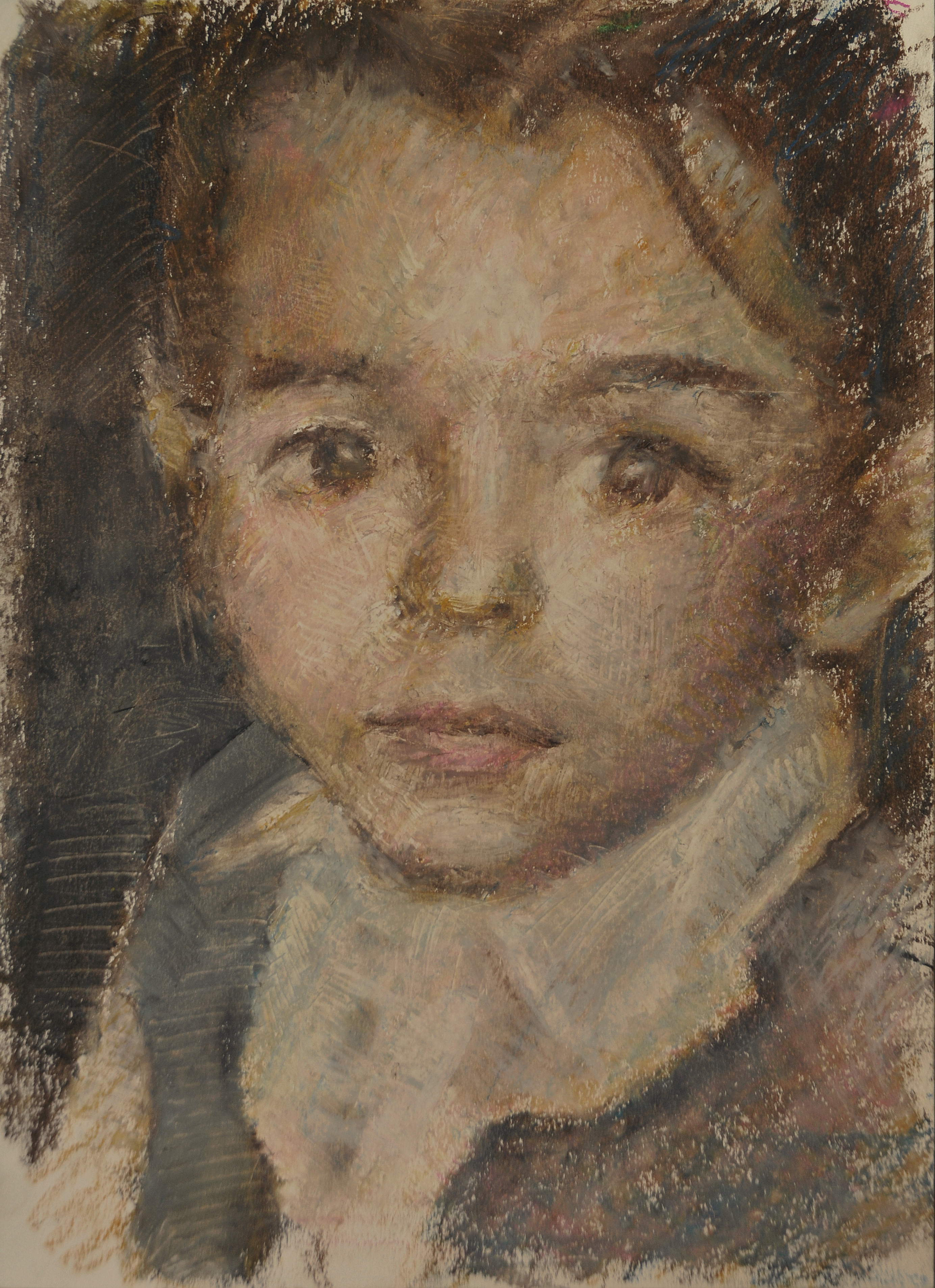
لوحة بورتريه مرسومة بالباستيل الزيتي

الباستيل الزيتي (والذي يدعى أحياناً باسم الكرايون الشمعي الزيتي) هو وسط (مادة) لرسم اللوحات يتميز بأنه له خصائص تشبه الباستيل وشمع الكرايون.
على العكس من أقلام الباستيل العادية الفرنسية ذات القوام الطري، فإن للباستيل الزيتي قوام متماسك أكبر، وذلك يعود إلى وجود مادة رابطة شمعية بالإضافة إلى خضاب ممزوج مع زيت لا ينشف بسرعة، لذلك فإن سطح ألوان الباستيل الزيتي لا تكون مغبرة، إلا أنه بالمقابل يكون من الصعب حماية اللون من التغيير باستخدام مثبت Fixative.
مع ان الباستيل الزيتي يمكن ان يحدث بينها وبين ألوان الباستيل الطباشيري نوع من اللبس الا انها غير قابلة للتبادل في درجات اللون ولا يمكن مزجها معا في الرسم. وألوانه محدودة وأكثر بريقا وزهاء، وتعتبر هذه الألوان نوعا من ألوان الرسم بالزيت، ولتكوين لون معين من هذه الألوان يمكن فرده بالفرشاة على السطح المستخدم وذلك بمزج مادة التربنتين وهي مادة مثبتة.

## اقرأ أيضاً
- باستيل